# 爱丽鱼属
愛麗魚屬，是條鰭魚綱䲁形目麗魚科下的一個屬。

## 分類
本屬屬於褶唇麗魚亞科，目前被認可的種如下：
- 坦干伊喀湖愛麗魚 Cyprichromis coloratus
- 細體愛麗魚 Cyprichromis leptosoma
- 小鱗愛麗魚 Cyprichromis microlepidotus
- 孔雀愛麗魚 Cyprichromis pavo
- 帶紋愛麗魚 Cyprichromis zonatus